# Gotebo
Gotebo és un poble dels Estats Units a l'estat d'Oklahoma. Segons el cens del 2000 tenia 272 habitants.

## Demografia
Segons el cens del 2000, Gotebo tenia 272 habitants, 120 habitatges, i 80 famílies. La densitat de població era de 136,4 habitants per km².
Dels 120 habitatges en un 25% hi vivien nens de menys de 18 anys, en un 55% hi vivien parelles casades, en un 9,2% dones solteres, i en un 33,3% no eren unitats familiars. En el 31,7% dels habitatges hi vivien persones soles el 16,7% de les quals corresponia a persones de 65 anys o més que vivien soles. El nombre mitjà de persones vivint en cada habitatge era de 2,27 i el nombre mitjà de persones que vivien en cada família era de 2,84.
Per edats la població es repartia de la següent manera: un 20,2% tenia menys de 18 anys, un 7,7% entre 18 i 24, un 22,1% entre 25 i 44, un 28,7% de 45 a 60 i un 21,3% 65 anys o més.
L'edat mediana era de 45 anys. Per cada 100 dones de 18 o més anys hi havia 95,5 homes.
La renda mediana per habitatge era de 26.500 $ i la renda mediana per família de 35.156 $. Els homes tenien una renda mediana de 25.694 $ mentre que les dones 22.500 $. La renda per capita de la població era de 14.783 $. Entorn del 8,2% de les famílies i el 14,3% de la població estaven per davall del llindar de pobresa.

## Poblacions més properes
El següent diagrama mostra les poblacions més properes.